# Antonín Braný
Antonín Braný (21. února 1954 Praha – 11. října 2010) byl český fotograf a vysokoškolský pedagog. Vyučoval na Institutu tvůrčí fotografie Slezské univerzity v Opavě.

## Život
Vystudoval fotografii na Střední průmyslové škole grafické v Praze (1974) a na pražské FAMU (1981). Mezi roky 1981–1995 učil dějiny fotografie na SPŠG v Praze, v letech 1983–1989 přednášel na Institutu výtvarné fotografie. Od roku 1981 vyučoval na katedře fotografie FAMU (spolupráci ukončil v roce 1998), od 1990 na Institutu tvůrčí fotografie. Dříve rovněž pedagogicky působil na Krajské lidové konzervatoři v Ústí nad Labem (1980–1982), Lidové akademii v Litoměřicích (1982–1983), Lidové akademii v Mostě (1985–1987) a na Střední odborné škole specializační v Praze (1993–1995).
V rámci studia na FAMU se zaměřil zejména na dokumentární fotografii – z jeho prací vynikly makety publikací o Václavském náměstí v noci (1978) a o oddělení popálenin v nemocnici na Královských Vinohradech (1979). Své fotografie představil na řadě autorských i skupinových výstav. Dříve se věnoval i publicistice, s Vladimírem Birgusem vydal roku 1988 v pražském nakladatelství Odeon monografii významného českého fotografa z první poloviny 20. století Františka Drtikola.
Živil se jako reklamní fotograf, zaměřoval se na snímky skla, automobilů, potravin, portréty a tvorbou reklamních kampaní. Celý jeho tvůrčí život byl spojený s Vršovicemi v Praze 10.